# Бергман, Рихард
Рихард (Ричард) Бергман (нем. англ. Richard Bergmann; 10 апреля 1919, Вена — 5 апреля 1970, Уондсуэрт, Большой Лондон) — австрийский и английский игрок в настольный теннис, многократный чемпион мира, многократный чемпион Англии. . Один из величайших игроков за всю историю настольного тенниса.

## Биография
Родился в 1919 году в Вене, в еврейской семье выходцев из Польши и Италии. С детства увлёкся настольным теннисом и уже в 1937 году завоевал золотую медаль чемпионата мира в одиночном разряде, на долгое время став самым молодым чемпионом в истории настольного тенниса (этот рекорд был побит лишь в 2004 году). После того, как в 1938 году Австрия была аннексирована Германией, перебрался в Англию.
В годы Второй мировой войны работал на Королевские ВВС Великобритании, служа переводчиком при допросах пленных (он говорил на немецком, итальянском, голландском, французском и польском языках). В 1946 году стал британским подданным.
В 1982 году имя Рихарда Бергмана было включено в Международный еврейский спортивный зал славы.